# Thetidia alinea
Thetidia alinea là một loài bướm đêm trong họ Geometridae.